# Gibraltarská hymna
Gibraltarská hymna (anglicky Gibraltar Anthem) je oficiální národní hymna britského zámořského území Gibraltaru.
Gibraltar má stále jako oficiální královskou hymnu God Save the Queen, kromě toho má ale i svou vlastní hymnu, která byla vybrána v soutěži roku 1994. Autorem hudby i textu je Peter Emberley, který nepochází z Gibraltaru.
Hymna je zpívána dětským sborem doprovázeným veřejností každý rok 10. září, na Gibraltarský národní den.

## Text
| Anglický text hymny | Český překlad |
| --- | --- |
| Gibraltar, Gibraltar, The Rock on which I stand, May you be forever free, Gibraltar, my own land. Mighty pillar, Rock of splendour, Guardian of the sea, Port of hope in times of need, Rich in history. Gibraltar, Gibraltar, The Rock on which I stand, May you be forever free, Gibraltar my own land. God give grace to this our homeland, Help us to live as one, Strong in freedom, Truth and justice, Let this be our song. Gibraltar, Gibraltar, The Rock on which I stand, May you be forever free, Gibraltar! Gibraltar! My own land! | Gibraltar, Gibraltar, skála, na které stojím, budiž navždy svobodný, Gibraltar, má země. Mohutný pilíř, skála nádherná, strážce moře, přístav naděje v době nouze, s bohatou historií. Gibraltar, Gibraltar, skála, na které stojím, budiž navždy svobodný, Gibraltar, má země. Bůh žehná tomuto našemu domovu, pomáhá nám žít v jednotě, silní ve svobodě, pravda a spravedlnost, nechť toto je naše píseň. Gibraltar, Gibraltar, skála, na které stojím, budiž navždy svobodný, Gibraltar! Gibraltar! Má země! |